# Jerzy Grzegoszczyk
Jerzy Grzegoszczyk (ur. 3 października 1951 w Mszanie, zm. 31 sierpnia 2024) – polski nauczyciel, polityk, samorządowiec. Naczelnik, a następnie wójt gminy Mszana w latach 1982–2010. Nie należał do żadnej partii politycznej.
W wyborach samorządowych w roku 2006 pokonał jedynego kontrkandydata Mirosława Szymanka stosunkiem głosów 61,35% do 38,65%. Głosowało na niego 1767 wyborców. Startował z listy KWW Nasza Gmina Mszana.